# Tampereen Pyrintö (košarka)
Tampereen Pyrintö je finski košarkaški klub iz grada Tampere. Trenutačno igra u finskoj Korisliiga i baltičkoj BBL ligi.

## Trofeji
- Finsko prvenstvo: 2010., 2011., 2014.
- Finski kup: 1969., 2013.

## Poznati igrači
- Joonas Cavén
- Mikko Koskinen
- Antti Nikkilä
- Kalevi Tuominen
- Carl Kilpatrick
- Edmund Lawrence
- Eric Washington
- Damon Williams
- Heino Enden

## Vanjske poveznice
- Službena stranica